# Copa Mundial de Hockey Masculino de 1971
La I Copa Mundial de Hockey Masculino se celebró en Barcelona (España) entre el 15 y el 24 de octubre de 1971 bajo la organización de la Federación Internacional de Hockey (FIH) y la Real Federación Española de Hockey.
Los partidos se disputaron en el Real Club de Polo de la ciudad condal. Participaron en total 10 selecciones nacionales divididas en 2 grupos.

## Grupos
| Grupo A   | Grupo B      |
| --------- | ------------ |
| Kenia     | Pakistán     |
| Francia   | Australia    |
| India     | España       |
| RFA       | Países Bajos |
| Argentina | Japón        |

## Primera fase
Los primeros dos de cada grupo disputan las semifinales. 

### Grupo A
| Equipo    | J | G | E | P | GF | GC | DG | PTS |
| --------- | - | - | - | - | -- | -- | -- | --- |
| India     | 4 | 4 | 0 | 0 | 5  | 0  | +5 | 8   |
| Kenia     | 4 | 2 | 0 | 2 | 5  | 3  | +2 | 4   |
| RFA       | 4 | 2 | 0 | 2 | 9  | 5  | +4 | 4   |
| Francia   | 4 | 2 | 0 | 2 | 2  | 5  | -3 | 4   |
| Argentina | 4 | 0 | 0 | 4 | 1  | 9  | -8 | 0   |

- Resultados

| Fecha | Partido | Partido | Partido   | Resultado |
| ----- | ------- | ------- | --------- | --------- |
| 15.10 | RFA     | -       | Argentina | 5-1       |
| 15.10 | India   | -       | Francia   | 1-0       |
| 16.10 | Francia | -       | Kenia     | 1-0       |
| 16.10 | India   | -       | Argentina | 1-0       |
| 17.10 | RFA     | -       | Francia   | 4-0       |
| 17.10 | India   | -       | Kenia     | 2-0       |
| 18.10 | Francia | -       | Argentina | 1-0       |
| 18.10 | Kenia   | -       | RFA       | 3-0       |
| 19.10 | Kenia   | -       | Argentina | 2-0       |
| 19.10 | India   | -       | RFA       | 1-0       |

### Grupo B
| Equipo       | J | G | E | P | GF | GC | DG | PTS |
| ------------ | - | - | - | - | -- | -- | -- | --- |
| España       | 4 | 2 | 1 | 1 | 5  | 3  | +2 | 5   |
| Pakistán     | 4 | 2 | 1 | 1 | 11 | 8  | +3 | 5   |
| Países Bajos | 4 | 1 | 2 | 1 | 4  | 4  | 0  | 4   |
| Australia    | 4 | 1 | 1 | 2 | 4  | 7  | -3 | 3   |
| Japón        | 4 | 1 | 1 | 2 | 2  | 4  | -2 | 3   |

- Resultados

| Fecha | Partido      | Partido | Partido      | Resultado |
| ----- | ------------ | ------- | ------------ | --------- |
| 15.10 | España       | -       | Japón        | 2-0       |
| 15.10 | Pakistán     | -       | Australia    | 5-2       |
| 16.10 | España       | -       | Países Bajos | 0-0       |
| 16.10 | Pakistán     | -       | Japón        | 1-0       |
| 17.10 | Pakistán     | -       | Países Bajos | 3-3       |
| 17.10 | Australia    | -       | Japón        | 1-1       |
| 18.10 | Países Bajos | -       | Australia    | 1-0       |
| 18.10 | Pakistán     | -       | España       | 2-3       |
| 19.10 | Países Bajos | -       | Japón        | 0-1       |
| 19.10 | España       | -       | Australia    | 0-1       |

## Fase final

### Partidos de posición
- Puestos 5.º a 8.º

| Fecha | Partido | Partido | Partido      | Resultado |
| ----- | ------- | ------- | ------------ | --------- |
| 21.10 | RFA     | -       | Australia    | 1-0       |
| 21.10 | Francia | -       | Países Bajos | 1-2       |

- Noveno puesto

| Fecha | Partido | Partido | Partido   | Resultado |
| ----- | ------- | ------- | --------- | --------- |
| 23.10 | Japón   | -       | Argentina | 2-0       |

- Séptimo puesto

| Fecha | Partido   | Partido | Partido | Resultado |
| ----- | --------- | ------- | ------- | --------- |
| 23.10 | Australia | -       | Francia | 0-1       |

- Quinto puesto

| Fecha | Partido | Partido | Partido      | Resultado |
| ----- | ------- | ------- | ------------ | --------- |
| 23.10 | RFA     | -       | Países Bajos | 1-0       |

### Semifinales
| Fecha | Partido | Partido | Partido  | Resultado |
| ----- | ------- | ------- | -------- | --------- |
| 22.10 | India   | -       | Pakistán | 1-2       |
| 22.10 | España  | -       | Kenia    | 1-0       |

### Tercer puesto
| Fecha | Partido | Partido | Partido | Resultado |
| ----- | ------- | ------- | ------- | --------- |
| 24.10 | India   | -       | Kenia   | 2-1       |

### Final
| Fecha | Partido | Partido | Partido  | Resultado |
| ----- | ------- | ------- | -------- | --------- |
| 24.10 | España  | -       | Pakistán | 0-1       |

## Medallero
|          |        |       |
| Pakistán | España | India |

## Estadísticas

### Clasificación general
| 1. Pakistán     |
| 2. España       |
| 3. India        |
| 4. Kenia        |
| 5. RFA          |
| 6. Países Bajos |
| 7. Francia      |
| 8. Australia    |
| 9. Japón        |
| 10. Argentina   |

### Máximos goleadores
| Puesto | Nombre      | País     | Goles |
| ------ | ----------- | -------- | ----- |
| 1      | Tanvir Dar  | Pakistán | 8     |
| 2      | Avtar Singh | Kenia    | 4     |
|        | Juan Amat   | España   | 4     |